# Референдум на северу Косова и Метохије
Референдум на северу Косова је референдум који је одржан 14. и 15. фебруара 2012. у четири општине Северног Косова. Гласачи су се изјашњавали о питању: „Да ли прихватате институције такозване Републике Косово?“. Циљ референдума је изјашњавање грађана о останку у саставу Републике Србије, односно изражавање опредељења да грађани Северног Косова неће да живе у самопроглашеној и непризнатој држави Косово. Референдум је симболично одржан на Дан државности Републике Србије, чиме је желело да се покаже да је Космет саставни део Републике Србије.

## Гласање
У општинама Косовска Митровица, Зубин Поток и Звечан гласање је трајало 2 дана, док се у општини Лепосавић гласало само 15. фебруара. За гласање је припремљено 35.000 референдумских листића.
Првог дана референдума на гласање је изашло 48% уписаних грађана, од чега је у Косовској Митровици гласало 5.109 (50,23%), у Звечану 3.198 (39,5%), а у Зубином Потоку 2.712 (52,3%).
Током два дана референдума на гласање је изашло 75,28% уписаних грађана. Од 35.500 грађана са правом гласа, гласало је 26.725 (75,28%), од чега је 26.524 (99,74%) гласало против прихватања косовских институција. За је гласало само 69 гласача.
| Референдум 14. и 15. фебруара 2012. |                      |                       |                 |                 |            |                  |
| општина                             | број гласачких места | број уписаних гласача | број гласача    | против          | за         | неважећи листићи |
| Косовска Митровица                  | 13                   | 10.173                | 7.595 (74,6%)   | 7.521 (99,03%)  | (0,29%)    |                  |
| Звечан                              | 11                   | 8.081                 | 6.040 (74,74%)  | 6.007 (99,87%)  | (0,13%)    |                  |
| Зубин Поток                         | 25                   | 5.186                 | 4.597 (88,64%)  | 4.573 (99,76)   | 11 (0,24%) | (0,28%)          |
| Лепосавић                           | 33 (15. феб. 2012)   | 12.060                | 8.491 (70,48%)  | (99,67)         |            |                  |
| укупно                              | 82                   | 35.500                | 26.725 (75,28%) | 26.524 (99,74%) | 69         | 134              |

1. ↑  У општини Лепосавић се гласало само 15. фебруара 2012.